# سسک بیدی

Phylloscopus trochilus

سسک بیدی (نام علمی: Phylloscopus trochilus) پرنده‌ای کوچک با میانگین وزن ۱۵ گرم از تیرهٔ سسکیان در راستهٔ گنجشک‌سانان است که گسترهٔ تولیدمثل آن مناطق معتدل شمالی اروپا و آسیا، از جزیره ایرلند تا رود آنادیر شرق سیبری ادامه دارد. زیستگاه سسک بیدی مناطق بوته‌ای، حاشیه جنگل‌ها، باغ‌ها و پارک‌ها است. سسک بیدی پرنده ای مهاجر است تقریباً تمام جمعیت آن در جنوب صحرای آفریقا زمستان گذرانی می‌کنند. این پرنده در ایران نیز دیده می‌شود.
سسک بیدی از جنگل‌های باز با درختان و پوشش خاکی برای لانه سازی استفاده می‌کند، از مهم‌ترین زیستگاه‌های آن درختان توس، توسکا و بید است. لانه معمولاً نزدیک زمین و محل‌هایی با پوشش گیاهی کم ساخته می‌شود.